# Bitva u Borodina
Bitva u Borodina (nebo též bitva u Moskvy) proběhla 7. září 1812. Jednalo se o největší a nejkrvavější jednodenní bitvu napoleonských válek. Zúčastnilo se jí celkem na čtvrt miliónu vojáků. Tato bitva, v níž se utkala vojska francouzského císaře Napoleona I. a ruského generála Michaila Kutuzova, skončila podle vojenských historiků nerozhodně. Napoleon ovšem o svém vítězství nepochyboval a uchýlil se i se svým vojskem do města Moskvy, kde chtěl uzavřít mírovou smlouvu s ruským carem. K jednání však nedošlo. Tehdy převážně dřevěná Moskva byla předem záměrně vyklizena a poté podpálena ruskými dobrovolníky. Napoleonovo vojsko nechal Kutuzov vyhladovět a Napoleon se musel vrátit zpět do Francie. Z jeho původní tzv. Velké armády (Grande Armée), která měla zpočátku sílu kolem 500 000 mužů, se podle některých odhadů uspořádaně vrátilo do Francie nebo jiných zemí jen 10 000 vojáků.

## Nástin událostí
Po spojení ruské 1. a 2. armády se rozhodl generál Kutuzov svést klíčovou bitvu ve velmi silném obranném postavení u Borodina, vzdáleného 110 km od Moskvy. Aby ruská vojska získala potřebný čas k vybudování mohutných polních opevnění, uchýlil se Kutuzov 5. září k taktice zdržovacích bojů o redutu u Ševardina, které donutily Napoleona k předčasnému rozvinutí své síly. Kutuzov tímto tahem získal přehled o uspořádání i kvalitě nepřítelových formací a posílil své levé křídlo.
Předehra skončila 7. září nad ránem, kdy vypukla vlastní bitva. V 5.30 hod. byl veden francouzský útok 5. (polským) sborem pod velením knížete Poniatowského na levé křídlo ruského postavení, v 6.00 hod. přešly Napoleonovy hlavní síly do pozice 2. armády Rusů pod velením knížete Bagrationa, kterým se říkalo „Bagrationovy valy“. Ty v tomto okamžiku čelily ohromnému tlaku francouzských jednotek, a to 1. sboru pod velením Davouta, 3. Neyova sboru a 8. Junotova sboru, které byly podporovány jezdeckými zálohami maršála Murata. V poledních hodinách ruská strana mohutnému náporu podlehla a byla donucena ustoupit do týlového postavení. Kníže Bagration byl při této operaci smrtelně zraněn, velení převzal generálporučík Konovnicyn.
Rajevského baterie maršála Barclaye de Tolly, která obsadila hlavní pozici 1. ruské armády, odrazila dva útoky vedené 4. sborem prince de Beauharnais. Kutuzov se rozhodl poslat k Rajevského baterii své jezdecké jednotky pod velením generála Uvarova a kozácké sbory atamana Platova, aby zasadily tvrdý úder do boku a týlu napoleonské armády, což zpozdilo hlavní útok Napoleona o dvě hodiny. Tento útok začal ve 14.00 hod. a po dalších dvou hodinách byli ruští obránci nuceni vyklidit své opevněné pozice. Francouzům ale zbyla v záloze jenom císařská garda, a tak se v podvečer omezili pouze na dělostřelecké ostřelování ruských pozic a dokonce sami vyklidili dobytou Rajevského baterii z obavy před ruským protiútokem. Pro masivní ztráty na Kutuzovově straně nebyla jeho armáda schopná pokračovat v boji a generál vydal rozkaz k dalšímu ústupu, nejdříve do Možajska a potom až za Moskvu. Tím byla bitva ukončena. Zajímavé je, že ji obě strany prezentovaly jako své vítězství. Dne 11. září 1812 jmenoval ruský car Alexandr I. Kutuzova generálem-polním maršálem.
Vesnice Borodino a její okolí se staly bojištěm i za druhé světové války. Na borodinském bojišti se v říjnu 1941 marně bránily dvě sovětské střelecké divize útoku jedné německé tankové divize a jedné divize SS. Při těchto bojích bylo zpustošeno zdejší muzeum bitvy u Borodina.